# Silviu Lung Jr.
Silviu Lung Jr. (Craiova, Rumanía, 4 de junio de 1989) es un futbolista rumano que juega como portero y que milita en el Universitatea Craiova de la Liga I. Es hijo del que también fuese portero internacional Silviu Lung.

## Selección nacional
Silviu Lung Jr. fue titular de la sub-21 de Rumanía en la campaña clasificatoria. También fue convocado para la selección absoluta de Rumania.

## Clubes
| Club                        | País           | Año       |
| --------------------------- | -------------- | --------- |
| Universitatea Craiova       | Rumania        | 2007-2011 |
| Astra Giurgiu               | Rumania        | 2011-2017 |
| Kayserispor                 | Turquía        | 2017-2022 |
| Al-Raed                     | Arabia Saudita | 2022-2023 |
| F. C. Politehnica Iași      | Rumania        | 2023-2024 |
| C. S. Universitatea Craiova | Rumania        | 2024-     |

## Palmarés

### Campeonatos nacionales
| Título               | Club          | País    | Año     |
| -------------------- | ------------- | ------- | ------- |
| Copa de Rumania      | Astra Giurgiu | Rumania | 2013-14 |
| Supercopa de Rumania | Astra Giurgiu | Rumania | 2014    |
| Liga 1               | Astra Giurgiu | Rumania | 2015-16 |
| Supercopa de Rumania | Astra Giurgiu | Rumania | 2016    |